# جامعة ولاية مونتانا
جامعة ولاية مونتانا وهي جامعة حكومية تقع في مدينة بوزيمان في ولاية مونتانا الأمريكية. تقدم جامعة ولاية مونتانا واحد وخمسون مجالا في تخصص البكالوريوس، واحد وأربعون مجالا في تخصص الماجستير، وثمانية عشر مجالا في تخصص الدكتوراه. وهذا التقسيم ينطبق على جميع الكليات التسعة الأخرى التابعة للجامعة.
جاوز عدد طلاب الجامعة 14,100 طالبا، فيما يقدر عدد أعضاء هيئة التدريس بقرابة 700 مدرسا.

## معرض صور

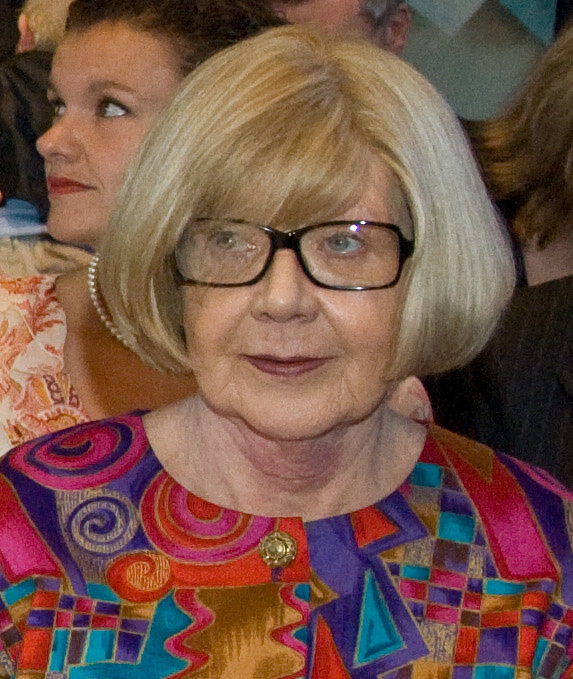
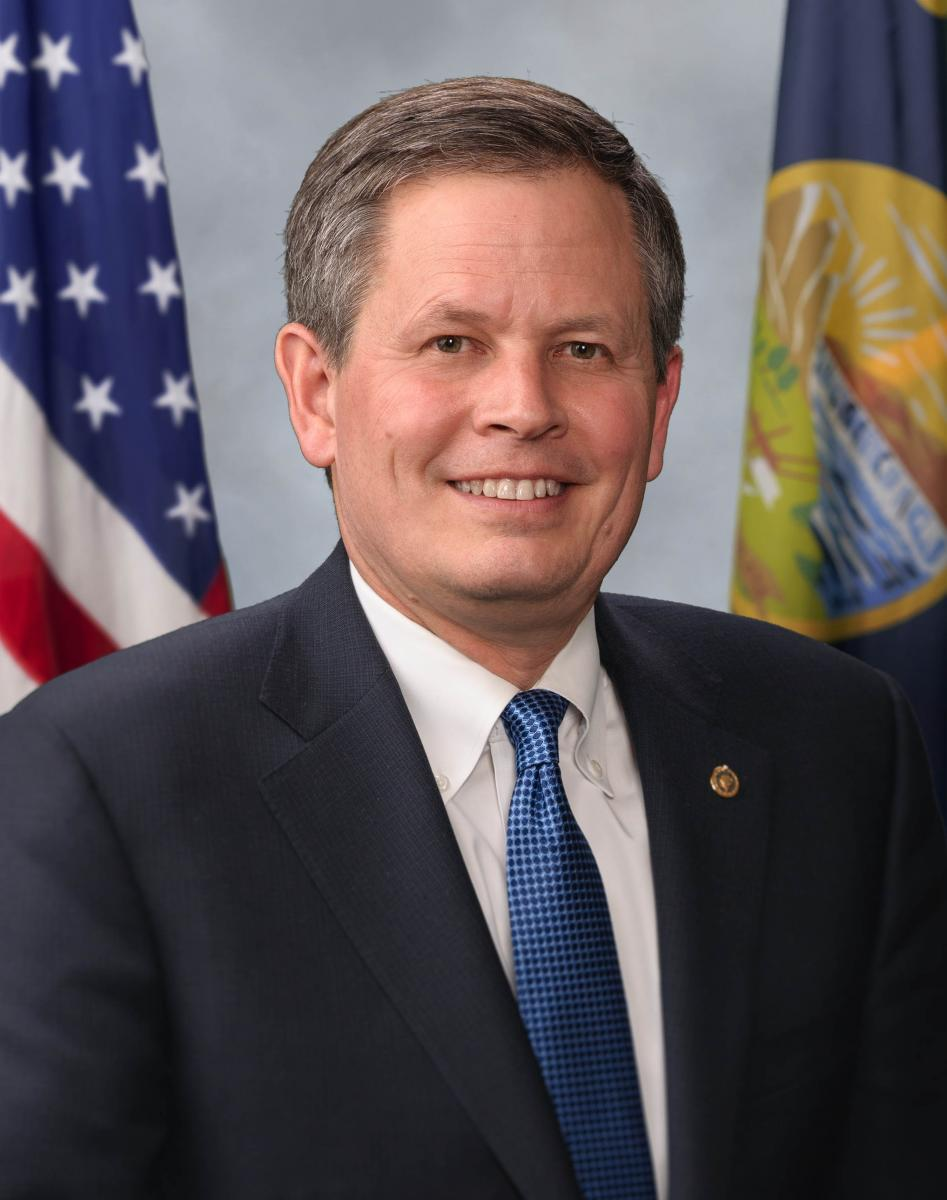
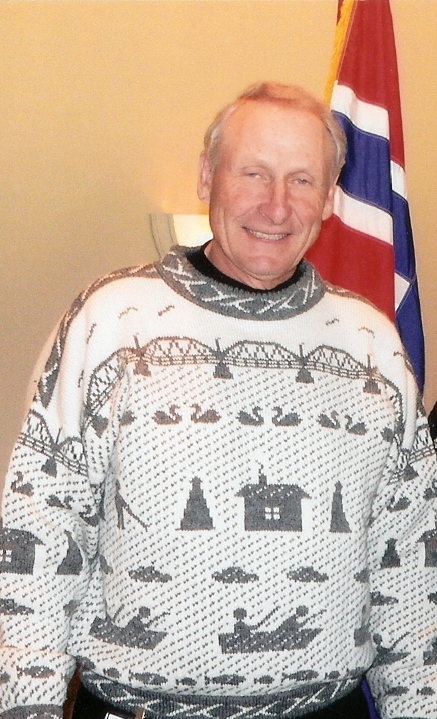
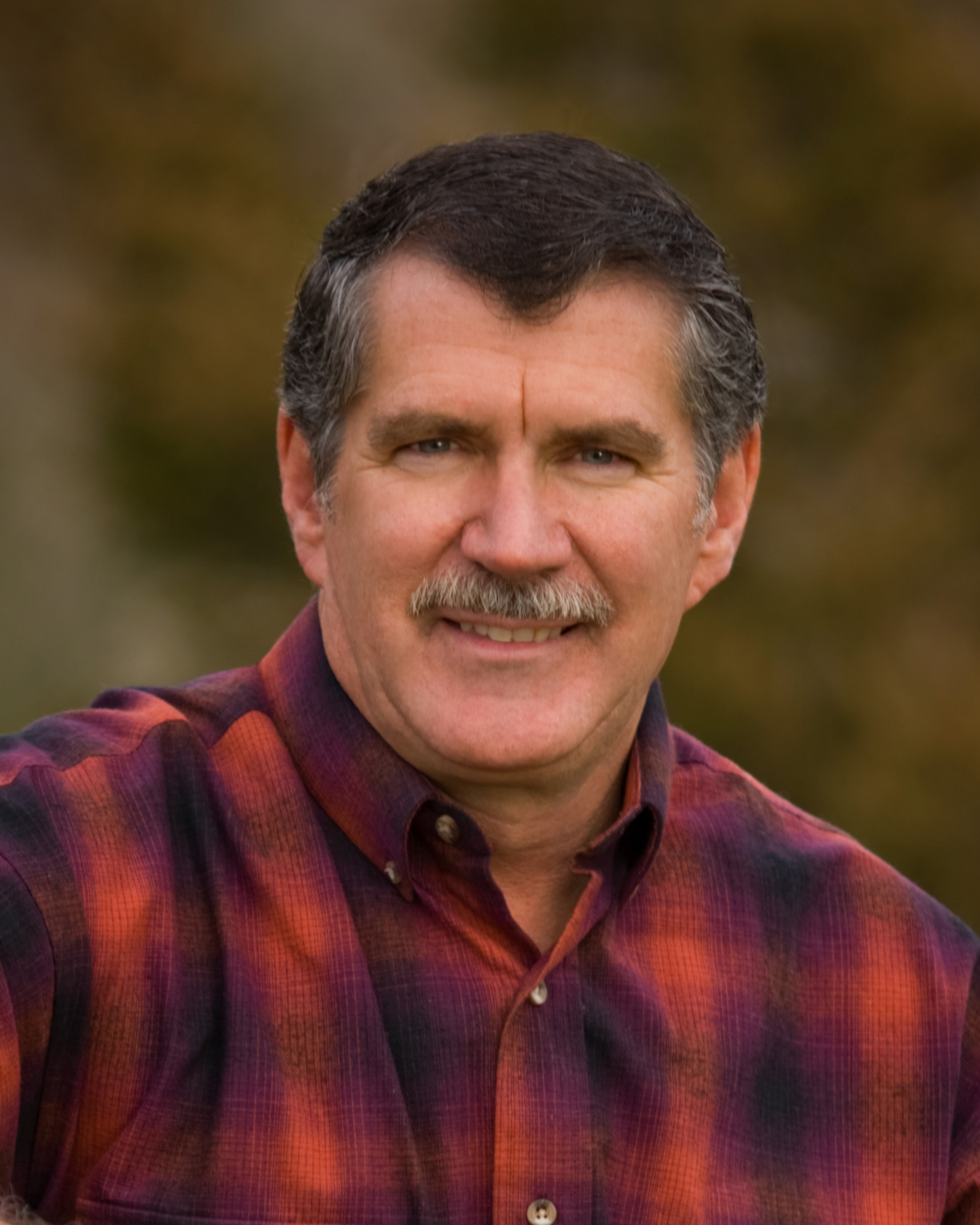
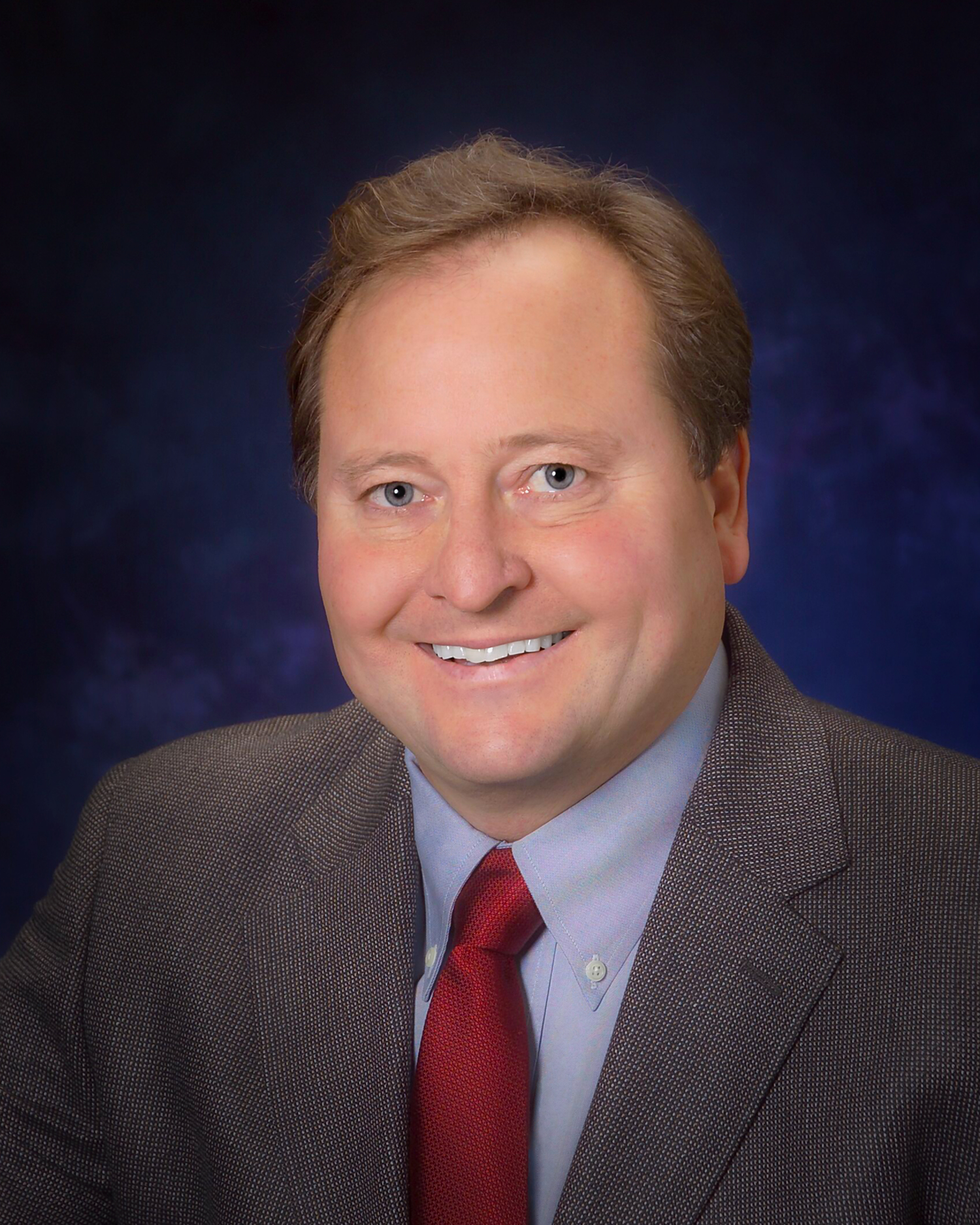